# Guilt Machine
Guilt Machine ist ein Musikprojekt des niederländischen Musikers Arjen Lucassen.

## Geschichte
Ende Februar 2009 kündigte Arjen auf seiner Website ein weiteres musikalisches Nebenprojekt – neben Ambeon und Star One – in Planung zu haben. Anfang März forderte er seine Fans dazu auf, Sprachfetzen in der eigenen Muttersprache und in Form von kurzen Tonnachrichten einzureichen, die sich inhaltlich um starke Gefühle wie Wut oder Angst drehen. Diese Samples sind auf dem Album zu Beginn eines jeden Stückes zu hören.
Arjen gab im Mai bekannt, dass das Album On This Perfect Day bei Mascot Records erscheint. Die Veröffentlichung in Deutschland, Österreich und der Schweiz erfolgte am 28. August 2009, im restlichen Europa am 31. August und in den USA am 29. September. Wolfram Ehrhardt von den Babyblauen Seiten verglich das Album mit Porcupine Tree – deren ehemaliger Schlagzeuger bei Guilt Machine spielt – und führt den Hintergrund der Entstehung des Projektes auf gesundheitliche und persönliche Probleme von Lucassen zurück.
Jasper Steverlinck spielte früher bei Arid, Lori Linstruth bei Stream of Passion, einem anderen Nebenprojekt Lucassens.

## Stil
Arjen Lucassen beschreibt den Stil seines Projektes als „dunkel und schwer bis atmosphärisch und melancholisch“. Guilt Machine hat nichts, wie die meisten anderen Projekte Arjens, mit Science Fiction oder Fantasy zu tun, sondern bezieht sich auf Schuld, Reue und die „dunkelste Form von Geheimnissen - die Geheimnisse die wir vor uns selbst verbergen“.